# Babe, el porquet a la ciutat
Babe, el porquet a la ciutat (títol original en anglès: Babe, Pig in the City) és una pel·lícula australiana i estatunidenca del 1998, dirigida per George Miller, una seqüela de la pel·lícula de Babe, el porquet valent (1995). Explica la història d'un porc a la ciutat fictícia de Metròpolis. Ha estat doblada al català.
Va ser un fracàs comercial, ja que els seus ingressos bruts de 69 milions de dòlars van ser inferiors al seu pressupost de 90 milions.

## Argument
La pel·lícula comença amb la gran celebració de l'arribada del campió, el porc pastor, a casa. Després de la gran notícia, l'Arthur rep milers de cartes, amb milers d'ofertes, les quals rebutja.
Però després de l'accident produït per la malaptesa de Babe, en què el senyor Hoggett, que estava reparant el pou de la granja, és copejat amb el mecanisme del pou, queda impedit, la senyora Hogget s'ha de fer càrrec de la granja, de la cura del seu marit, dels comptes... No triguen a arribar els homes del banc, ja que la senyora Hoggett no pot recaptar els diners necessaris per pagar els deutes pendents. Així, doncs, decideix anar amb Babe a un concurs, en el qual per només assistir-hi ja els donen una gran compensació econòmica.
Però, per desgràcia, Babe és separat de la seva propietària, i en el seu viatge decideix ajudar una sèrie d'animals amb la companyia del seu amic Fernando l'ànec, un mico caputxino i un gos terrier de Jack Russell amb cadira de rodes.

## Repartiment
- E. G. Daily: Babe (veu)[3]
- Magda Szubanski: Esme Cordelia Hoggett
- Mary Stein: The Landlady
- James Cromwell: Arthur Hoggett
- Mickey Rooney: Fugly Floom
- Paul Livingston: el xef
- Julie Godfrey: el veí